# Рубльовка (Казахстан)
Рубльо́вка (каз. Рублевка) — село у складі Аккайинського району Північноказахстанської області Казахстану. Входить до складу Аралагаського сільського округу, раніше було центром і єдиним населеним пунктом Рубльовської сільської ради.
Населення — 617 осіб (2021; 812 у 2009, 1055 у 1999, 1299 у 1989).
Національний склад станом на 1989 рік:
- казахи — 42 %
- росіяни — 22 %.